# بيتوش (برجانسك)
بيتوش (بالروسية: Бытошь) هي مدينة في مقاطعة بريانسك أوبلاست في روسيا.
يبلغ عدد سكانها حوالي 4255 نسمة.